# Candelaria (Quezon)
Candelaria é um município de  primeira classe de renda municipal (d) na província Quezon, nas Filipinas. De acordo com o censo de 1 de maio  de  2020 possui uma população de 137 881 pessoas e 36 690 domicílios.